# Podlipce
Podlipce – osada w Polsce położona w województwie zachodniopomorskim, w powiecie łobeskim, w gminie Węgorzyno.
W latach 1975–1998 miejscowość administracyjnie należała do województwa szczecińskiego.
| SIMC    | Nazwa  | Rodzaj     |
| ------- | ------ | ---------- |
| 0785159 | Kowale | przysiółek |

## Zabytki
- park dworski, pozostałość po dworze[6].